# Doctor Who
Doctor Who je britanska znanstveno-fantastična televizijska serija. Emitira se na BBC-u od 1963. uz povremene pauze. Govori o pustolovinama tajanstvenog izvanzemaljca, poznatijeg kao Doktor, koji putuje kroz vrijeme i prostor u svom vremenskom stroju, TARDIS-u. Putujući sa svojim mnogim suputnicima istražuje svemir i vrijeme, rješava probleme te se susreće s različitim čudovištima.
Serija je ušla u Guinessovu knjigu rekorda kao najduže prikazivana znanstveno-fantastična serija u svijetu, kao "najuspješnija" znanstveno-fantastična serija ikada (što uključuje ocjene gledatelja, prodaju DVD-a, knjiga i dr.) i u 2013. kao "najveće međunarodno istovremeno prikazivanje televizijske drame" u 94 država i 1,500 kina širom svijeta. Ona ujedno predstavlja jedan od značajnijih dijelova današnje britanske kulture. Serija ima kultni status u Ujedinjenom Kraljevstvu, ali i u svijetu. Dobila je priznanje od publike i kritičara kao jedna od najboljih televizijskih serija. Osvojila je BAFTA nagradu za najbolju dramsku seriju u 2006. godini te je ostvarila mnoge pobjede u kategoriji dramske serije. Posebna je po svojim maštovitim pričama, niskobudžetnim, no originalnim specijalnim efektima te po uporabi elektroničke glazbe.
Serija je originalno prikazivana od 1963. do 1989. Nakon neuspješnog filma iz 1996., ponovno je pokrenuta 2005. Iz Doctora Who-a također su potekle 4 druge serije u kojima su glavni likovi bili prijatelji Doktora ili se nalazi u svijetu Doctor Who-a. To su Torchwood, Pustolovine Sarah Jane i Class. 
Doktora je glumilo 14 glumaca. Mijenjanje glumaca zapisano je u scenarij te se tako predočava regeneracija, u kojoj lik Doktora preuzme novo tijelo te poprimi malo drugačiju osobnost. Iako su sva lica Doktora različita, ona upotpunjavaju istu osobu. Doktora trenutno glumi Jodie Whittaker, prvi ženski "Doktor". Jodie Whittaker je preuzela ulogu u božićnom specijalu "Twice Upon a Time" (hrv. Zarobljeni u Vremenu). 
Lik Doktora je isprva bio obavijen velom tajni. O njemu se znalo samo da je ekscentrični izvanzemaljski putnik velike inteligencije koji se bori protiv zla putujući kroz vrijeme i prostor u svom starom, nepouzdanom svemirskom brodu zvanom TARDIS (eng. Time And Relative Dimension(s) In Space). S vremenom je otkriveno da je Doktor jedan od Gospodara Vremena s planeta Gallifreya. Kao takav ima sposobnost regeneracije svog tijela kada se nalazi u smrtnoj opasnosti. Doktor je prošao kroz 13 života (U klasičnom serijalu je objašnjeno kako se Gospodar Vremena može regenerirati 12 puta, ali su mu Gospodari Vremena poklonili novi regeneracijski ciklus). Svaka njegova nova osoba ima svoje osobine, načine ponašanja i sposobnosti, ali ona i dalje ima sjećanja i iskustva prijašnjih Doktora.
Usprkos ovim promjenama u osobnosti Doktor ostaje znatiželjni pustolov visokih moralnih načela koji probleme radije rješava pomoću svog uma nego nasiljem. Doktorovo pravo ime nikad nije otkriveno. Tijekom jednog od njegovih posjeta Galiffreyu (njegovom rodnom planetu) otkrivamo da mu je nadimak tijekom studentskih dana bio Theta Sigma. Od svoje pete do sedme inkarnacije, Doctor je bio čak i predsjednik Galliffreya.

### TARDIS
TARDIS (eng. Time And Relative Dimensions In Space, Vrijeme i relativne dimenzije u Svemiru) je vremeplov Gospodara Vremena. Može putovati kroz vrijeme i prostor te se izvana doima puno manji nego što je iznutra. Također ima i kameleonski sustav koji mu omogućava da se vanjskim izgledom prilagodi mjestu vremenu u kojem je sletio. TARDIS-i rastu, ne nastaju (kako je rekao Doktor u epizodi "The Impossible Planet"). TARDIS-i obično putuju tako da se dematerijaliziraju na mjestu polaska, prolaze kroz prostorno-vremenski vrtlog i ponovno se materijaliziraju na mjestu slijetanja.
Doktorov TARDIS je zastarjela TT kapsula tipa 40 (TT znači Time Travel, putovanje kroz vrijeme) i izvana uvijek izgleda kao policijska govornica (eng. Police box) zbog kvara na kameleonskom sustavu tijekom posjeta Londonu 1950-ih. Kada je serija kretala 1963. izgled policijske govorrnice je izabran jer ih je tada samo u Londonu bilo oko 700. Doktor je svoj TARDIS neslužbeno "posudio" sa svog domaćeg planeta Gallifreya. U originalnoj seriji komande Doktorovog TARDIS-a bile su izomorfne, što znači da reagiraju samo na njegov dodir. 
Kada je serija ponovno pokrenuta 2005., u epizodi "Human Nature" (2007.) vidjeli smo kako Martha Jones koristi komande TARDIS-a da pokrene i ubrza video s uputama koji joj je Doktor ostavio prije nego što se privremeno pretvorio u čovjeka, u epizodi "The Sontaran Stratagem" vidjeli smo kako Donna Noble pilotira TARDIS-om pod Doktorovim vođenjem i nadzorom dok smo u epizodi "Journey's End" (2008.) Doktor kaže kako je TARDIS rađen za šest pilota, u epizodi "Journey to the Centre of the TARDIS" Doctor također ući Claru kako upravljati TARDIS-om, Nardole i River Song također mogu upravljati TARDIS-om bez ikakvih problema i uputa Doktora. 

### Kanon
Tijekom 59 godina iz Doctor Who-a su potekle mnoge audio drame (Big Finish), stripovi (Titan Comics), časopisi (Doctor Who Magazine) i različiti službeni (Torchwood, Class, Sarah Jane Adventures) i neslužbeni (K9,  Dr. Who and the Daleks i Daleks' Invasion of Earth 2150 A.D.) spin-offovi. Za razliku od Zvjedanih Staza i Zvjezdanih ratova koji imaju svoj utvrđeni kanon, BBC nikada iznio izjavu o tome što je ili što nije kanon u Doctor Who-u. 

### Protivnici
Kad je Sydney Newman (kreator serije) zatražio seriju, on nije želio imati "bug-eyed monsters" (generični naziv za vanzemaljce). Međutim, čudovišta su bila popularna među gledateljima i tako su postala ključni dio Doktor Whoa jos od početka. 
Uz remake serije u 2005, izvršni producent Russell T Davies izjavio je svoju namjeru da ponovo vrati klasična čudovišta Doktora Whoa. Autoni i Daleci vratili su se u prvoj sezoni, Cybermeni u drugoj sezoni, Macra i Master u trećoj, Sontarci i Davros u četvrtoj, i Time Lordovi u specijalima između četvrte i pete sezone. Daviesov nasljednik, Steven Moffat, nastavio je trend oživljavanja klasičnih čudovišta, vratio je Silurijane u petoj sezoni, Cybermate u šestoj, Sjajnu Inteligenciju (eng. The Great Intelligence) i Ledene ratnike (eng. Ice Warriors) u sedmoj sezoni, te Zygone u posebnoj epizodi za 50. godišnjicu serije. Od povratka serije uvedena su i brojna nova čudovišta: Slitheen, Ood, Judon, Plačući anđeli (eng. Weeping Angels), Tišina (eng. Silence), Redovnici (eng. Monks), Skovox Blitzer, Veil...
Tri najpoznatija „protivnika“ su Daleci, Cybermeni i Master.

## Pregled serije
Serija se u Hrvatskoj premijerno prikazivala na Drugom programu HRT-a od 2008. do 2014. godine s reprizama. Tijekom 2014. serija je također bila dostupna na kanalima AXN i AXN Spin. Od travnja 2019. godine pokretanjem kanala BBC First u Hrvatskoj, započinju ponovo započinje prikazivanje serije. Od 2023. serija je dostupna samo na streaming platformi Disney+.
| Sezona | Epizoda | Serijala | Doktor            | Izvorno prikazivanje | Izvorno prikazivanje | Hrvatsko prikazivanje | Hrvatsko prikazivanje | TV mreža  |
| Sezona | Epizoda | Serijala | Doktor            | Premijera            | Finale               | Premijera             | Finale                | TV mreža  |
| ------ | ------- | -------- | ----------------- | -------------------- | -------------------- | --------------------- | --------------------- | --------- |
| 1.     | 13      | 10       | Deveti doktor     | 26. ožujka 2005.     | 18. lipnja 2005.     | 10. svibnja 2008.     | 2. kolovoza 2008.     | HTV 2     |
| 2.     | 13      | 10       | Deseti doktor     | 15. travnja 2006.    | 8. srpnja 2006.      | 6. rujna 2008.        | 6.prosinca 2008.      | HTV 2     |
| 3.     | 13      | 9        | Deseti doktor     | 31. ožujka 2007.     | 30. lipnja 2007.     | 27. prosinca 2008.    | 25. travnja 2009.     | HTV 2     |
| 4.     | 13      | 10       | Deseti doktor     | 5. travnja 2008.     | 5. srpnja 2008.      | 8. travnja 2010.      | 28. travnja 2010.     | HTV 2     |
| 5.     | 13      | 10       | Jedanaesti doktor | 3. travnja 2010.     | 26. lipnja 2010.     | 16. travnja 2012.     | 8. svibnja 2012.      | HTV 2     |
| 6.     | 13      | 11       | Jedanaesti doktor | 23. travnja 2011.    | 1. listopada 2011.   | 20. kolovoza 2013.    | 28. kolovoza 2013.    | HTV 2     |
| 7.     | 13      | 13       | Jedanaesti doktor | 1. rujna 2012.       | 18. svibnja 2013.    | 14. travnja 2014.     | 30. travnja 2014.     | HTV 2     |
| 8.     | 12      | 11       | Dvanaesti doktor  | 23. kolovoza 2014.   | 8. studenoga 2014.   | 4. prosinca 2019.     | 19. prosinca 2019.    | BBC First |
| 9.     | 12      | 9        | Dvanaesti doktor  | 19. rujna 2015.      | 5. prosinca 2015.    | 21. prosinca 2019.    | 24. prosinca 2019.    | BBC First |
| 10.    | 12      | 11       | Dvanaesti doktor  | 15. travnja 2017.    | 1. srpnja 2017.      | 25. prosinca 2019.    | 28. prosinca 2019.    | BBC First |
| 11.    | 10      | 10       | Trinaesti doktor  | 7. listopada 2018.   | 9. prosinca 2018.    | 29. prosinca 2019.    | 1. siječnja 2020.     | BBC First |
| 12.    | 10      | 8        | Trinaesti doktor  | 1. siječnja 2020.    | 1. ožujka 2020.      | 12. siječnja 2020.    | 15. ožujka 2020.      | BBC First |
| 13.    | 6       | 1        | Trinaesti doktor  | 31. listopada 2021.  | 5. prosinca 2021.    | 19. studenoga 2021.   | 24. prosinca 2021.    | BBC First |
| 14.    | 8       | 7        | Petnaesti doktor  | 11. svibnja 2024.    | 22. lipnja 2024.     | –                     | –                     | –         |
| 15.    | 8       | –        | Petnaesti doktor  | 12. travnja 2025.    | 31. svibnja 2025.    | –                     | –                     | –         |

| Specijal          | Izvorno prikazivanje | Hrvatsko prikazivanje | TV mreža  |
| ----------------- | -------------------- | --------------------- | --------- |
| Božić 2010.       | 25. prosinca 2010.   | 19. kolovoza 2013.    | AXN       |
| Božić 2011.       | 25. prosinca 2011.   | 13. travnja 2014.     | AXN       |
| Božić 2012.       | 25. prosinca 2012.   | 8. veljače 2021.      | BBC First |
| Specijali 2013.   | 23. studenoga 2013.  | 2. prosinca 2019.     | BBC First |
| Specijali 2013.   | 25. prosinca 2013.   | 3. prosinca 2019.     | BBC First |
| Božić 2014.       | 25. prosinca 2014.   | 20. prosinca 2019.    | BBC First |
| Božić 2015.       | 25. prosinca 2015.   | 24. prosinca 2019.    | BBC First |
| Božić 2016.       | 25. prosinca 2016.   | 24. prosinca 2019.    | BBC First |
| Božić 2017.       | 25. prosinca 2017.   | 28. prosinca 2019.    | BBC First |
| Nova Godina 2019. | 1. siječnja 2019.    | 25. lipnja 2020.      | BBC First |
| Nova Godina 2020. | 1. siječnja 2020.    | 12. siječnja 2020.    | BBC First |
| Nova Godina 2021. | 1. siječnja 2021.    | 19. svibnja 2021.     | BBC First |
| Specijali 2022.   | 1. siječnja 2022.    | 8. siječnja 2022.     | BBC First |
| Specijali 2022.   | 17. travnja 2022.    | 7. srpnja 2022.       | BBC First |
| Specijali 2022.   | 23. listopada 2022.  | 30. listopada 2022.   | BBC First |
| Specijali 2023.   | 25. studenoga 2023.  | –                     | –         |
| Specijali 2023.   | 2. prosinca 2023.    | –                     | –         |
| Specijali 2023.   | 9. prosinca 2023.    | –                     | –         |
| Božić 2023.       | 25. prosinca 2023.   | –                     | –         |
| Božić 2024.       | 25. prosinca 2024.   | –                     | –         |

## Doktori
| Glumac/glumica                                                  | Broj sezona | Broj TV epizoda   | Inkarnacija                     | Trajanje ere     |
| --------------------------------------------------------------- | ----------- | ----------------- | ------------------------------- | ---------------- |
| William Hartnell Richard Hurndall (1983.) David Bradley (2017.) | 4           | 134 (29 serijala) | Prvi Doktor                     | 1963. – 1966.    |
| Patrick Troughton                                               | 3           | 119 (21 serijala) | Drugi Doktor                    | 1966. – 1969.    |
| Jon Pertwee                                                     | 5           | 128 (24 serijala) | Treći Doktor                    | 1970. – 1974.    |
| Tom Baker                                                       | 7           | 172 (41 serijala) | Četvrti Doktor                  | 1974. – 1981.    |
| Peter Davison                                                   | 3           | 69 (20 serijala)  | Peti Doktor                     | 1982. – 1984.    |
| Colin Baker                                                     | 3           | 31 (8 serijala)   | Šesti Doktor                    | 1984-1986.       |
| Sylvester McCoy                                                 | 3           | 42 (12 serijala)  | Sedmi Doktor                    | 1986. – 1989.    |
| Paul McGann                                                     | -           | 1 (TV film)       | Osmi Doktor                     | 1996.            |
| Christopher Eccleston                                           | 1           | 13 (10 serijala)  | Deveti Doktor                   | 2005.            |
| David Tennant                                                   | 3           | 47 (36 serijala)  | Deseti Doktor Četrnaesti Doktor | 2005-2010., 2023 |
| Matt Smith                                                      | 3           | 44 (39 serijala)  | Jedanaesti Doktor               | 2010. – 2013.    |
| Peter Capaldi                                                   | 3           | 40 (35 serijala)  | Dvanaesti Doktor                | 2014. – 2017.    |
| Jodie Whittaker                                                 | 3           | 31 (24 serijala)  | Trinaesti Doktor                | 2018. – 2022.    |
| Ncuti Gatwa                                                     |             |                   | Petnaesti Doktor                | od 2023.         |

| Glumac/glumica | Broj epizoda | Inkarnacija     | Godina pojavljivanja |
| -------------- | ------------ | --------------- | -------------------- |
| John Hurt      | 2            | War Doktor      | 2013.                |
| Jo Martin      | 3            | Fugitive Doktor | 2020. – 2022.        |

#### Prvi Doktor
Prvi Doktor je početna inkarnacija Doktora, protagonist BBC-jeve znanstveno fantastične televizijske serije Doctor Who. Utjelovio ga je glumac William Hartnell od 1963. do 1966. godine.
Doktor je stoljećima star izvanzemaljac vrste Gospodara Vremena s planeta Gallifrey koji putuje u vremenu i prostoru u svome TARDIS-u, često sa suputnicima. Kad je Doktor kritično ozlijeđen, on može regenerirati svoje tijelo; na taj se način, njegov fizički izgled i osobnost mijenjaju. Regeneracija, kao dio sadržaja, je uvedena kad je Hartnell morao napustiti seriju, a time je proširio život serije za mnogo godina. Prvog Doktora su još glumili Richard Hurndall u specijalu "The Five Doctors" iz 1983 i David Bradley u specijalu "Twice Upon a Time" iz 2017. 

##### Suputnici
Susan Foreman (rođena 4. travnja 1948.) (Carol Ann Ford) bila je Doktorova unuka. Putovala je s njim od početka. U epizodi "The Dalek Invasion of Earth", Susan ostaje u Londonu u 22. stoljeću.
Mlada živahna tinejdžerica, Susan, je Doktorova prva suputnica te njegova unuka.
Znatiželjna je o svakodnevnom životu na Zemlji i uvjeri svojeg djeda da joj dopusti pohađati Coal Hill školu u Londonu 1960-ih.
Ali njezine razine znanja su toliko neuravnotežene da njezini nastavnici počnu sumnjati u nju.
Susan izgleda kao tinejdžerica iako je moguće da je zbog gena Gospodara Vremena zapravo starija.
Kada Doktor i njegovi prijatelju sretnu plašljivu vrstu zvanu Sensoriti, Susan otkriva da može iskoristiti svoje telepatske moći kako bi komunicirala s bićima.
Nakon što je pomogla pobijediti Daleke, Susan se zaljubila u borca Davida Campbella. Uzrujana je jer ostavlja djeda, ali Doktor ju zaključava izvan TARDIS-a i ona ostaje na Zemlji započeti novi život.
| Doktori        | Prvi, Drugi, Treći, Peti    |
| Vrsta          | Gospodar Vremena            |
| Planet         | Gallifrey                   |
| Prva epizoda   | An Unearthly Child          |
| Zadnja epizoda | The Dalek Invasion of Earth |
| Glumi          | Carol Ann Ford              |

Barbara Wright (rođena 13. prosinca 1930.) (Jacquelline Hill) je jedna od prvih Doktorovih suputnika.
Barbara je nastavnica povijesti u Coal Hill školi, koja radi s učiteljem znanosti Ianom Chestertonom.
U epizodi "An Unearthly Child", smještenoj 1963., Susan Foreman, Doktorova unuka, je jedna od njihovih učenika. Susan je neobično inteligentna i ima veliko znanje povijesti i znanosti. Budući da je Susan vrlo čudna, Barbara i Ian ju prate kući do TARDIS-a, gdje upoznaju Doktora. Oni s njim počinju putovati kroz vrijeme i prostor. 
U epizodi "The Chase", nakon dvije godine putovanja s Doktorom, Barbara i Ian iskoriste vremenski stroj od Daleka kako bi se vratili u London.
Kada Asteci Barbaru zamijene za boginju, ona pokuša iskoristiti svoj božanski status kako bi zaustavila ljudska žrtvovanja, ali je uzrujana kada shvati da ne može promijeniti povijest.
| Doktori        | Prvi                     |
| Podrijetlo     | London, Engleska, Zemlja |
| Vrijeme        | 1963.                    |
| Prva epizoda   | An Unearthly Child       |
| Zadnja epizoda | The Chase                |
| Glumi          | Jacqueline Hill          |

Ian Chesterton (rođen 28. rujna 1927.) (William Russell) je jedan od prvih Doktorovih suputnika. 
Ian je učitelj znanosti u Coal Hill školi, koji radi s učiteljicom povijesti Barbarom Wright. 
U epizodi "An Unearthly Child", smještenoj u 1963., "Susan Foreman", Doktorova unuka, je jedna od njihovih učenika. Susan je neobično inteligentna i ima veliko znanje povijesti i kemije. Budući da je Susan vrlo čudna, Barbara i Ian prate je kući do TARDIS-a, gdje upoznaju Doktora. Oni s njim počinju putovati kroz vrijeme i prostor. 
U epizodi "The Chase", nakon dvije godine putovanja s Doktorom, Barbara i Ian iskoriste vremenski stroj od Daleka kako bi se vratili u London.
Iako voli putovati u TARDIS-u, Ian uvijek žudi za povratkom u vlastito vrijeme. On i Barbara riskiraju vlastite živote kako bi se vratili u London koristeći vremenski stroj od Daleka.
Jedan od vrhunaca Ianovih putovanja je kada ga Richard Lavljeg Srca proglasi vitezom i pošalje ga da traži otetu Barbaru.
| Doktori        | Prvi                     |
| Podrijetlo     | London, Engleska, Zemlja |
| Vrijeme        | 1963.                    |
| Prva epizoda   | An Unearthly Child       |
| Zadnja epizoda | The Chase                |
| Glumi          | William Russell          |

Vicki Pallister (Maureen O'Brien) je mlada tinejdžerica koju je Doktor upoznao na planetu Dido u 25. stoljeću. Ona je očajnički čekala pomoć nakon što se brod u kojem je putovala srušio na planetu. Iz razloga što joj je majka već bila mrtva, Vicki je vjerovala da su stanovnici planeta ubili njezina oca i većinu posade svemirskog broda. U epizodi "The Myth Makers", Vicki se zaljubila u Troilusa, ratnika iz drevne Troje, i odlučila ostati s njim - promijenivši ime u Cressida
Nakon što se pridružila ekipi TARDIS-a, Vicki je susrela Zarbi i Drahvine, kao i povijesne ličnosti poput cara Nera i kralja Richarda Lavljeg Srca. 
| Doktori        | Prvi            |
| Podrijetlo     | Zemlja          |
| Vrijeme        | 25. stoljeće    |
| Prva epizoda   | The Rescue      |
| Zadnja epizoda | The Myth Makers |
| Glumi          | Maureen O'Brien |

Steven Taylor (Peter Purves) bio je pilot, kojeg su zarobili Mechonoidi nakon što je srušio svemirski brod na njihov planet.
Roboti su ga držali zarobljenog dvije godine dok Doktor i njegovi prijatelji nisu stigli i pomogli mu da pobjegne.
Usred rata između Mechonoida i Daleka, Steven je jedva pobjegao te je naišao na TARDIS.
Kada TARDIS sleti u Divlji Zapad 1881. godine, Steven biva uhvaćen u događaje koji dovode do Obračuna kod O. K. Corrala - i skoro ubijen od odmetničke obitelji Clanton.
Tvrdoglav i odvažan. Steven pomaže Doktoru boriti se protiv Daleka i Drahvina, ali na kraju odlazi pomoći osnovati novu civilizaciju na drugom svijetu.
| Doktori        | Prvi         |
| Podrijetlo     | Zemlja       |
| Vrijeme        | 23. stoljeće |
| Prva epizoda   | The Chase    |
| Zadnja epizoda | The Savages  |
| Glumi          | Peter Purves |

Katarina (Adrienne Hill) bila je suputnica Prvog Doktora. Ona je bila Cassandrina sluškinja u drevnoj Troji, i prvi put se pojavila u epizodi "The Myth Makers". Umrla je tijekom epizode "The Daleks' Master Plan", jer je bila zarobljena. Otvorila je zračna vrata te bila izbačena u svemir zajedno sa svojim tamničarima.
Sara Kingdom (Jean Marsh) pojavila se i poginula u epizodi "The Daleks' Master Plan". Ponekad se smatra suputnicom Prvog Doktora, a nekad ne.
Dorothea "Dodo" Chaplet (Jackie Lane) bila je suputnica prvog Doktora. Prvi put se pojavila na kraju epizode "The Massacre of St Bartholomew's Eve". U epizodi "The War Machines", Dodo odluči ostati u Londonu 1966. godine.
Polly (Anneke Wills) je bila suputnica Prvog i Drugog Doktora. Ona se, zajedno s Benom Jacksonom, prvi put pojavila u epizodi "The War Machines". U epizodi "The Faceless Ones", Polly i Ben se s Doktorom vraćaju u London 1966.godine, te odluče tamo i ostati.
Ben Jackson (Michael Craze) bio je suputnik Prvog i Drugog Doktora. On se, zajedno s Polly Wright, prvi put pojavio u epizodi "The War Machines". U epizodi "The Faceless Ones", Ben i Polly se s Doktorom vraćaju u London 1966.godine, te odluče tamo i ostati.

#### Drugi Doktor
Drugu inkarnaciju Doktora glumi Patrick Troughton.

##### Suputnici
James Robert "Jamie" McCrimmon (Frazer Hines) bio je suputnik Drugog Doktora. Jamie je bio iz Škotske u 18. stoljeću. Jamie se prvi put pojavio u epizodi "The Highlanders", gdje je upoznao Doktora, Bena i Polly nakon Bitke kod Cullodena 1746. godine. Na kraju epizode "The War Games", Gospodari Vremena brišu Jamieva i Zoeina sjećanja, i vraćaju svakog od njih na njihovo originalno mjesto i vrijeme.
Victoria Waterfield (Deborah Watling) bio je suputnik Drugog Doktora. Ona dolazi iz Viktorijanske Engleske, iz 1866. godine, i kćer je znanstvenika Edwarda Waterfielda. Prvi put se pojavljuje u epizodi "The Evil of the Daleks". U epizodi "Fury from the Deep", Victoria ostavlja Doktora i Jamiea, i ostaje s obitelji Harris u 20. stoljeću.
Zoe Heriot (Wendy Padbury) bila je suputnica Drugog Doktora. Prvi put se pojavila u epizodi "The Wheel in Space", na svemirskoj postaji u 21. stoljeću. Na kraju epizode "The War Games", Gospodari Vremena brišu i Zoeina i Jamieva sjećanja, i vraćaju svakog od njih na njihovo originalno mjesto i vrijeme.

#### Treći Doktor
Treću inkarnaciju Doktora glumi Jon Pertwee.

##### Suputnici
Elizabeth "Liz" Shaw (Caroline John) bila je suputnica Trećeg Doktora. Bila je znanstvenica i civilni član UNIT-a. Prvi put se pojavila u epizodi "Spearhead from Space", gdje je postala član UNIT-a i upoznala novo-regeneriranog Doktora. U epizodi "Inferno" Liz je odlučila napustiti Doktora i UNIT, te otići natrag na sveučilište u Cambridgeu.
Jo Grant (Katy Manning) bila je suputnica Trećeg Doktora. Prvi put se pojavila u epizodi "Terror of the Autons" kao zamjenska pomoćnica za Doktora. U epizodi "The Green Death", Jo se zaljubila u znanstvenika prof. Clifforda Jonesa. Odlučila se udati za njega, i otišla je s njim vidjeti Amazonsku prašumu.
Sarah Jane Smith (Elisabeth Sladen) bila je suputnica Trećeg i Četvrtog Doktora. Sarah Jane je poznata zbog feminizma i ljubavi s Doktorom, koji ju je zvao svojom najboljom prijateljicom. Najpopularnija je među suputnicima starije serije, te se dvaput pojavila u novoj seriji. Ima i vlastitu spin-off seriju.

#### Deveti Doktor
Nakon povratka serije u 2005. godini, za Doktora je odabran glumac Christopher Eccleston, a ulogu njegove suputnice, Rose Tyler, dobila je glumica Billie Piper. Piper je osvojila nagradu u kategoriji najpopularnije glumice na National Television Awards 2005. i 2006. godine zbog rada na Doctor Who-u. Eccleston je odstupio iz serije nakon veoma uspješne prve sezone. Radnja prve sezone postupno se otkriva, a fokusira se na riječi Bad Wolf - Zločesti vuk, koje se pojavljuju u raznim vremenskim periodima, na raznim mjestima. U finalu sezone otkriva se kako je Rose Tyler, absorbirajući vremenski vrtlog, postala Zločesti vuk, svemogući entitet koji štiti Doktora od sigurne smrti, i vraća ubijenog Jacka Harknessa natrag u život, no, s obzirom na to da ne zna u potpunosti kontrolirati svoje moći, Rose ga čini besmrtnim. Zločesti vuk se pojavljuje i u kasnijim sezonama, u ključnim trenucima Doktorova života (Kraj putovanja, Doktorov dan). O Doktoru se ne zna mnogo, ali se saznaje da je zaslužan za uništenje svoje rase, i da duboko žali svoju odluku koja je do toga dovela, iako nije imao drugoga izbora.
Adam Mitchell je suputnik samo u jednoj epizodi, i drži titulu jedinog suputnika kojeg je Doktor izbacio iz TARDIS-a zbog lošeg ponašanja.
Jack Harkness - bivši vremenski agent iz 51. stoljeća. Nakon što ga Dalek ubije, Rose Tyler ga oživljava, no ne može kontrolirati novostečene moći, pa ga nenamjerno učini besmrtnim, stvorivši od njega fiksnu točku u vremenu i prostoru. Deveti ga Doktor stoga ostavlja u na svemirskoj postaji iznad Zemlje koju su Daleci uništili, u godini 200.100, kada je originalno trebao umrijeti, jer njegovo postojanje i blizina remeti rad TARDIS-a. Jack se pokušava vratiti na Zemlju u 21. stoljeće, no pogreškom manipulatora vorteksa vrača se na Zemlju, ali u 19. stoljeće. Nije imao drugog izbora, već čekati Doktora skoro 200 godina. U međuvremenu radi za Institut Torchwood 3 u Cardiffu, a naposljetku i preuzima vodstvo nad institutom.

#### Deseti Doktor
Nakon uspjeha prve epizode prve sezone, BBC objavljuje kako Doctor Who dobiva drugu sezonu i božićni specijal 30. ožujka 2005. Neke epizode serije u drugoj sezoni postavljene su na izvanzemaljskim planetima, za razliku od prve sezone, koja je sve epizode postavljala na Zemlju ili u orbitu oko nje. Serija je poprimila topliju notu, prikladnu obiteljskoj seriji. 
Rose Tyler ostaje zatočena u paralelnoj dimenziji nakon napada Cybermena i Daleka na Institut Torchwood, što Doktor teško prihvaća. Neko vrijeme Doktor putuje sam, bez suputnika, gdje do izražaja dolazi "bijes Gospodara vremena", te se uspostavlja kako mu je suputnik potreban kako bi ga obuzdao.
Mickey Smith je Rosein dečko, kojeg ona napušta kad počinje putovati s Doktorom. Kasnije se i on u nekoliko navrata pridruži putovanjima, iako se Rose i on ne vrate na odnose kakve su imali prije pojave Doktora. Pojavljuje se i u finalima druge i četvrte sezone, i u ponekom specijalu. Naposljetku pronalazi pravu ljubav, Doktorovu suputnicu Marthu Jones, za koju se i udaje.
Svoju sljedeću suputnicu, Marthu Jones (Freema Agyeman) Doktor upoznaje u bolnici transportiranoj na Mjesec. Martha je studentica medicine, sigurnija u sebe od Rose, ali Doktor ne može zaboraviti Rose, pa se Martha mora boriti kako bi je Doktor doživio kao zasebnu osobu, a ne kao zamjenu za Rose. S vremenom Doktor uspijeva preboljeti Rose, i on i Martha postaju zavidan tim, no Martha odustaje od putovanja s Doktorom, nakon što to gotovo razori njenu obitelj. 
Nakon Marthe Doktor putuje s Donnom Noble. Iako je klimavo počela, i Rose i Doktor je opisuju kao najvažniju ženu na svijetu, jer uspijeva spasiti cijelu stvarnost od Daleka i Davrosa, njihova stvoritelja. Kako bi preživjela nuspojave pretvorbe u Doktora/Donnu, Doktor joj briše pamćenje i vrača je na zemlju, gdje se sretno udaje za Shauna Templea. Donna se u početku pojavljuje kao suputnica u Božićnom specijalu, te odbija putovati s Doktorom, no kad ga ponovno sretne u četvrtoj sezoni, predomisli se i postaje stalna suputnica.

#### Jedanaesti Doktor
Jedanaestu inkarnaciju Doktora glumi Matt Smith. S njim putuju Amy Pond, Rory Williams, njezin zaručnik i kasnije muž; Clara Oswald, koju Doktor susreće više puta u različitim vremenskim periodima, te ponekad River Song. Serija poprima vrckastiju notu, čime se odmiče od dosadašnjih normi.
Amelia "Amy" Jessica Pond po prvi put susreće Doktora kao mala djevojčica 1996., no kasnije joj nitko ne vjeruje, već misle da je susret s njim izmislila. Njen ""otrcani Doktor" (raggedy Doctor) vrača se nakon 12 godina, kada počinju njihove pustolovine. Njen odnos s Doktorom nedvojbeno je nadahnut odnosom Wendy Darling i Petra Pana. Amy se više puta mora odlučivati između života punog obaveza sa svojim mužem Roryjem, ili života punog avantura s Doktorom.
Rory Arthur Williams: medicinski tehničar, Amyin prijatelj iz djetinjstva i kasnije muž. Amy ga je kao dijete uspoređivala sa svojim "imaginarnim" Doktorom, pa je vidno izbezumljen kad se Doktor zaista pojavi. Ispočetka nerado putuje s Doktorom, iz ljubavi prema Amy i straha za vlastiti život, ali brzo nadilazi izazove i postaje strahovito hrabar i požrtvovan.
| » | Rory Pond je sve što nikad neću biti — dovoljno hrabar da pokaže strah, dovoljno muško da preuzme ženino prezime, i toliko nepokolebljivo zaljubljen da pazi na ženu dvije tisuće godina i nijednom se ne požali. Svatko treba Roryja u životu. | « |
| http://www.radiotimes.com/news/2011-10-01/matt-smith-karen-gillan-and-steven-moffat-on-doctor-whos-hidden-heroes Steven Moffat | |   |

Clara Oswald: učiteljica u Coal Hill School, školi koju je pohađala i Doktorova unuka Susan Foreman. Postepeno postaje suputnica koja najviše utječe na Doktora. Upoznaje i prošle Doktore i snažno utječe na Doktorovu sudbonosnu odluku da okonča Vremenski rat. Naposljetku svjedoći regeneraciji Jedanaestog Doktora u Dvanaestog.
River Song: profesorica arheologije, putnica kroz vrijeme, i kći Amy i Roryja koja ima jako bliski odnos s Doktorom. Ona i Doktor sreću se u pogrešnom redoslijedu; Deseti Doktor ju prvi put susreće (iz svoje perspektive) u knjižnici u 51. stoljeću, gdje River naposljetku "umire". Kreću se obrnuto u vremenu, i ovisno na kojem su dijelu vremena, znaju tuđe tajne i budućnost, koje ne smiju otkriti jedno drugome jer bi stvorili paradokse.

#### Dvanaesti Doktor
Dvanaestu inkarnaciju Doktora glumi Peter Capaldi. Strog, nemilosrdan, ali i ljubazan i opraštajuć, Dvanaesti Doktor je prva inkarnacija novog regeneracijskog ciklusa kojeg su mu dali Vremenski gospodari.  
Uvjeren u opstanak Gallifreyja, doktor više nije osjećao krivnju, postao je manje ljubazna osoba s povučenim stavom koji je navodno ispitivao svoju dobrotu. Često je podvrgnut čudnim i zabavnim odlukama u napetoj situaciji. Međutim, unatoč svoje nemilosrdne vanjštine, Doktor je bio duboko suosjećajan, uvijek je nastojao pomoći drugima. Tek nakon svoje prve bitke s Missy, Doktor je riješio svoju moralnu krizu, shvativši da je jednostavno "idiot s kutijom i odvijačem" koji pomaže drugima. Nakon toga, Doktor je počeo jasnije pokazivati svoju "ljepšu" stranu i stvorio bližu vezu s Clarom. Nakon njezine smrti, proveo je četiri i pol milijarde godina u svojoj ispovjedaonicu da dođe do Gallifreya zbog Rassilonove zabrinutosti o Hybridu (vidi: Heaven Sent). U potrazi za osvetom, Doktor je slomio vlastite moralne kodove i otkrio svoj bijes. Na kraju,i uzaludnom pokušaju da spasi Claru, Doktor gubi sva svoja sjećanja na nju zbog svojih postupaka.
Nakon zadnjeg trenutka s River Song, Doktor je bio zadužen za čuvanje Missy u njezinoj grobnici na Sveučilištu "St. Luke" s Nardolom. Nakon 70 godina čuvanja, počeo je podučavati Bill Potts, koja je uskoro postala njegova suputnica, a Nardole se pridružio njima nakon invazije Redovnika (eng. Monks).
Pokušavajući zaustaviti proces regeneracije, nailazi na svoju prvu inkarnaciju, te je potaknut da se još jednom regenerira. Prihvaćajući svoju nadolazeću obnovu, Doktor koristi svoje posljednje trenutke kako bi svom nasljedniku dao neke savjete.
Clara se jedno vrijeme bori s odlaskom Doktora kojeg je poznavala i u kojeg se zaljubila, dok ju poziv Jedanaestog Doktora prije regeneracije uvjeri da ostane s njim i pomogne mu da se prilagodi na novu osobnost. Clara se zaljubljuje u kolegu učitelja, Dannyja Pinka, i neko vrijeme čuva tajne između doktora i Dannyja zbog njihovih bojazni jednog o drugome. Stvari se kompliciraju nakon što je Doktor ostavlja da se sama nosi s traumatičnom odlukom ubijanja Mjeseca.
Nakon kratkog razdvajanja zbog Dannyjeve smrti, dvojac se ponovno ujedini, a Clara pokazuje veće samopouzdanje u ophođenju s izvanzemaljskim rasama i promjenjivim ljudima. Dvojac se zaljubljuje do točke u kojoj bi Clara mogla biti jedna žena u cijeloj galaksiji koja bi mogla doista biti Doktorova srodna duša.

## Vanjske poveznice
- TARDIS Centar  Arhivirana inačica izvorne stranice od 3. rujna 2011. (Wayback Machine)
- Službena web stranica

## Ostali projekti
|  | Zajednički poslužitelj ima stranicu o temi Doctor Who |